# Ioan I al Franței
Ioan I  (n. 15 noiembrie 1316, Paris, Regatul Franței – d. 20 noiembrie 1316, Paris, Regatul Franței), numit Postumul, a fost Rege al Franței și al Navarei și Conte de Champagne, fiu și succesor al regelui Ludovic al X-lea, timp de cinci zile. A avut cea mai scurtă domnie nedisputată ca rege al Franței. (Cea mai scurtă domnie a fost a lui Ludovic al XX-lea, care a domnit 20 de minute, însă legitimitatea este disputată.)
Fiul postum al lui Ludovic al X-lea și al Clemence al Ungariei, sora regelui Carol I al Ungariei, el a fost singura persoană care a devenit rege al Franței de la naștere, și deci, cel mai tânăr rege al Franței.
Ioan a domnit timp de cinci zile sub regența unchiului său, până la moartea sa, la 20 noiembrie 1316. Regele copil a fost înmormântat la Biserica Saint Denis. A fost urmat la tron de unchiul său, Filip cel Înalt.